# ریان نویان
ریان نویان (به انگلیسی: Ryan Navion) یک هواپیمای ساختِ کارخانهٔ نورث امریکن اوییشن در کشور ایالات متحده آمریکا است. نخستین استفاده‌کنندهٔ این هواپیما نیروهای نظامی ایالات متحده آمریکا بوده‌است.